# Alfredo Cristiani
Felix Alfredo Cristiani Burkard (Fredy) (San Salvador, 22 de novembro de 1947) empresário e político, foi presidente de El Salvador entre 1 de junho de 1989 e 1 de junho de 1994.

## Trajetória empresarial e política
Nasceu no seio de uma família proprietária de terras, produtora de café, e foi educado em escolas bilingues de El Salvador, para mais tarde graduar-se em Ciências da Administração na Universidade de Georgetown em Washington DC, nos Estados Unidos. Depois regressou a El Salvador para dedicar aos negócios da família, que incluíam também empresas farmacêuticas e algodoeiras. Casou-se com Margarita Llach, com quem teve três filhos (Claudia Cristiani, Javier Cristiani, e Alejandro Cristiani). Até o início dos anos 80 não se envolveu em política. O fez com o partido de direita Aliança Republicana Nacionalista (ARENA), fundado pelo oficial de inteligência militar Roberto D'*Aubuisson.
Em 1985 D'Aubuisson deixou seu cargo na ARENA após perder as eleições para José Napoleón Duarte, e Cristiani tomou o comando do partido. Nas eleições legislativas e municipais de 1988 o partido conseguiu mais de 45% dos votos, e 31 cadeiras das 60 possíveis na Assembléia Legislativa (parlamento unicameral) salvadorenho. É acusado de encobrir os responsáveis pelo Massacre de El Mozote durante a guerra civil no país.